# Les Trafiquants de la nuit
Pour plus de détails, voir Fiche technique et Distribution.
Les Trafiquants de la nuit (The Long Haul) est un film anglais réalisé par Ken Hughes et sorti en 1957.

## Synopsis
Quittant l'Allemagne occupée, où il avait été fait prisonnier durant la guerre Harry Miller, un sous-officier de l’armée américaine, part s'installer avec sa femme Connie à Liverpool. Devenant chauffeur routier, Il finit par travailler avec des criminels qui volent de camions longue distance. Il tombe alors sous le charme de Lynn, la belle petite d’un grand truand. La jeune femme tombe à son tour amoureuse de tombe d’Harry, qui va essayer malgré tout de rester honnête.

## Fiche technique
- Titre original : The Long Haul
- Titre français : Les Trafiquants de la nuit
- Réalisation : Ken Hughes
- Scénario : Ken Hughes d'après la nouvelle de Mervyn Mills
- Musique : Trevor Duncan
- Direction artistique : John Hoesli
- Photographie : Basil Emmott
- Son : Peter Tornton
- Montage : Raymond Poulton
- Production : Maxwell Setton
- Société(s) de production : Marksman Prod Ldt
- Pays de production :  Royaume-Uni
- Langue originale : (en)
- Format :  noir et blanc
- Genre : policier
- Durée : 100 minutes
- Dates de sortie :
  -  Royaume-Uni : 27 août 1957
  -  Italie : 12 février 1958
- Affiche : Georges Kerfyser (France)

## Distribution
- Victor Mature : Harry Miller
- Diana Dors : Lynn
- Patrick Allen : Joe Easy
- Gene Anderson : Connie Miller
- Peter Reynolds : Frank
- Liam Redmond : Casey